# 和田孝志
和田 孝志（わだ たかし、1970年10月7日 - ）は、埼玉県春日部市出身の元プロ野球選手（投手）。

## 来歴・人物
拓大紅陵高では高橋憲幸と投の二本柱を組み活躍するが、肩の故障もあって3年生時には控えに回る。1988年夏の甲子園には一塁手として出場。2回戦（初戦）で松山商を降すが、3回戦で浜松商に惜敗。高校の2学年先輩に飯田哲也と佐藤幸彦がおり、佐藤とはプロで再びチームメイトとなる。
東洋大に進学。東都大学リーグでは、2年時の1990年春季リーグで優勝した亜大の4年生エース小池秀郎と投げ合い、リーグ10人目のノーヒットノーランを達成する。翌1991年春季リーグでは同季リーグMVPの1年銭場一浩とともに投手陣の中軸となり優勝に貢献。直後の全日本大学選手権2回戦（初戦）で佛教大に思わぬ敗退を喫した。リーグ通算49試合登板、14勝15敗、防御率2.68、172奪三振。大学の1学年先輩に桧山進次郎と徳田吉成、1学年後輩に関口伊織、3学年後輩に清水隆行と川中基嗣と塩崎真がいた（塩崎は中退）。
1993年、ドラフト3位で千葉ロッテマリーンズに入団。1995年は1A・バイセイリア・オークスに野球留学した。二軍暮らしが長かったが1996年に一軍初登板。2000年には主に中継ぎで21試合に登板、翌2001年にも自己最高の38試合に登板するが、2002年は登板機会が減少し、同年限りで現役引退。
引退後はロッテのチームスタッフとしてスコアラー、打撃投手、査定を担当。2005年の日本一を経験し同年退団、飲食業の道へ。
H・Iグループ（社長は石井浩郎）を経て、渋谷宮益坂に和食ダイニング「美醤（びしょう）」を2007年6月開業。また、ハタケヤマのスーパーバイザーも勤める。
2009年にはロッテの二軍投手コーチ補佐を務めた。
2019年8月7日、母校である拓大紅陵高校野球部の監督に就任した。

## 詳細情報

### 年度別投手成績
| 年 度     | 球 団     | 登 板 | 先 発 | 完 投 | 完 封 | 無 四 球 | 勝 利 | 敗 戦 | セ 丨 ブ | ホ 丨 ル ド | 勝 率 | 打 者 | 投 球 回 | 被 安 打 | 被 本 塁 打 | 与 四 球 | 敬 遠 | 与 死 球 | 奪 三 振 | 暴 投 | ボ 丨 ク | 失 点 | 自 責 点 | 防 御 率 | W H I P |
| --------- | --------- | ----- | ----- | ----- | ----- | -------- | ----- | ----- | -------- | ----------- | ----- | ----- | -------- | -------- | ----------- | -------- | ----- | -------- | -------- | ----- | -------- | ----- | -------- | -------- | ------- |
| 1996      | ロッテ    | 4     | 0     | 0     | 0     | 0        | 0     | 0     | 0        | --          | ----  | 21    | 5.1      | 5        | 0           | 1        | 0     | 0        | 7        | 1     | 0        | 1     | 0        | 0.00     | 1.13    |
| 1999      | ロッテ    | 6     | 0     | 0     | 0     | 0        | 0     | 0     | 0        | --          | ----  | 34    | 9.0      | 5        | 0           | 4        | 0     | 0        | 5        | 0     | 1        | 0     | 0        | 0.00     | 1.00    |
| 2000      | ロッテ    | 21    | 2     | 0     | 0     | 0        | 1     | 1     | 0        | --          | .500  | 210   | 50.0     | 44       | 6           | 19       | 2     | 1        | 35       | 3     | 0        | 21    | 20       | 3.60     | 1.26    |
| 2001      | ロッテ    | 38    | 2     | 0     | 0     | 0        | 1     | 2     | 0        | --          | .333  | 301   | 68.0     | 67       | 10          | 32       | 1     | 3        | 42       | 2     | 0        | 38    | 35       | 4.63     | 1.46    |
| 2002      | ロッテ    | 3     | 0     | 0     | 0     | 0        | 0     | 0     | 0        | --          | ----  | 19    | 5.0      | 4        | 1           | 1        | 0     | 0        | 2        | 0     | 0        | 3     | 1        | 1.80     | 1.00    |
| 通算：5年 | 通算：5年 | 72    | 4     | 0     | 0     | 0        | 2     | 3     | 0        | --          | .400  | 585   | 137.1    | 125      | 17          | 57       | 3     | 4        | 91       | 6     | 1        | 63    | 56       | 3.67     | 1.33    |

### 記録
- 初登板：1996年9月7日、対オリックス・ブルーウェーブ21回戦（グリーンスタジアム神戸）、8回裏2死から3番手として救援登板・完了、1/3回無失点
- 初奪三振：同上、8回裏に高田誠から
- 初先発：2000年8月6日、対大阪近鉄バファローズ19回戦（大阪ドーム）、6回2失点で敗戦投手
- 初勝利：2000年8月29日、対福岡ダイエーホークス22回戦（千葉マリンスタジアム）、4回表1死から2番手として救援登板、3回2/3を無失点

### 背番号
- 26 （1993年 - 2002年）
- 111 （2003年）
- 82 （2009年）